# Dublin Castle, Camden
El Dublin Castle es un pub y lugar de música en vivo en Camden Town, Londres . Fue construido para trabajadores irlandeses que trabajaban en los ferrocarriles de Londres, pero ganó prominencia como lugar a fines de la década de 1970 después de que la banda Madness estableciera una reputación en vivo allí. Posteriormente, fue un lugar importante en las primeras etapas de las carreras de varias bandas y contribuyó al género musical Britpop. Amy Winehouse era una visitante habitual del pub.

## Historia
El pub se construyó para servir a los trabajadores del ferrocarril cercano, como parte de un grupo de edificios recién construido. Atendió a los inmigrantes irlandeses en Londres, para segregarlos de otras nacionalidades y evitar agresiones relacionadas con la raza. La música se restringió originalmente a sesiones tradicionales irlandesas ocasionales. El surgimiento de otros lugares alrededor de Camden Town, incluidos Roundhouse, Dingwalls y Electric Ballroom, generó un mayor interés en la música en vivo en el área, incluido el Dublin Castle. El pub ahora puede acomodar una audiencia de hasta 200 personas. 